# 波尔海姆宫

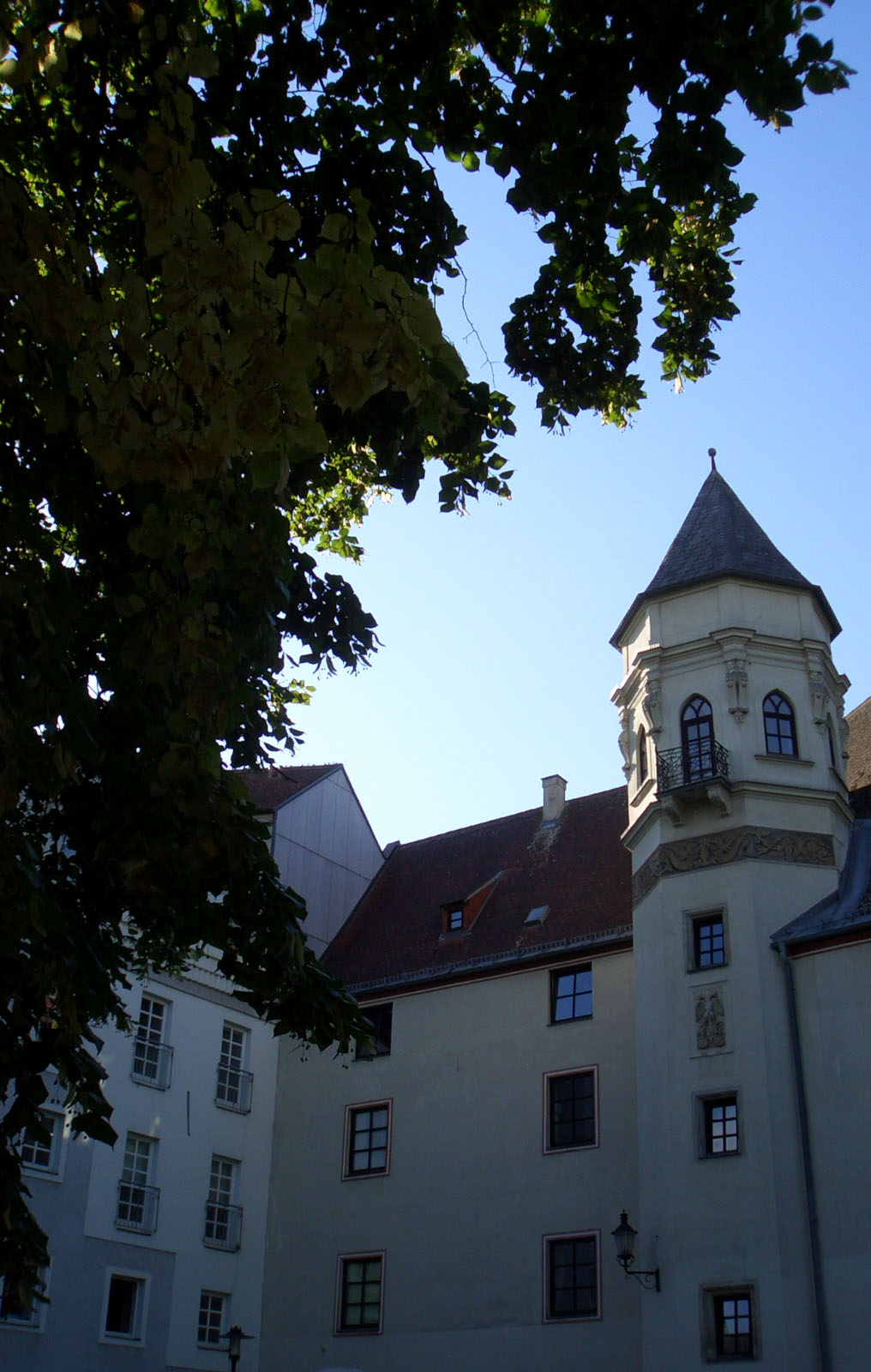
250

波尔海姆宫（Schloss Polheim），位于上奥地利的第二大城市韦尔斯，可以追溯到波尔海默贵族家族。城堡是韦尔斯市最重要的景点之一。

## 历史

### 波尔海姆贵族
波尔海姆宫于 1237 年首次在文献中提及，可能是由韦尔斯有影响力的统治者阿尔贝罗·冯·波尔海姆建造。 波尔海姆家族来自附近的波尔哈姆，于 1200 年左右在韦尔斯获得一块重要的地产。